# Галан, Хави
Хавье́р «Ха́ви» Гала́н Хиль (исп. Javier "Javi" Galán Gil; род. 19 ноября 1994, Бадахос, Эстремадура) — испанский футболист, защитник клуба «Атлетико Мадрид».

## Клубная карьера

### Ранняя карьера
Галан родился в Бадахосе где и начал заниматься футболом в клубах «Сан Роке Бадахос», «Дон Боско» и «Флеча Негра». 20 июня 2013 года, забив 12 мячей за команду «Хувениль А», он подписал контракт с клубом «Бадахос».
Хавьер дебютировал на взрослом уровне 15 сентября 2013 года в матче чемпионата Regional Preferente против клуба «Солана». Спустя четырнадцать дней он забил свой первый гол на взрослом уровне в матче против клуба «Эмерита Аугуста».

### «Кордова»
9 июля 2015 года Галан перешёл в «Кордову», где его отправили в молодёжную команду «Кордову B».

### «Уэска»
В январе 2019 перешёл в клуб «Уэска» из одноимённого города в Арагоне. В то время команда выступала в Премьере. Контракт был рассчитан до 2022 года. С новым клубом занял 19-е место в сезоне 2018/2019 годов, после чего клуб вылетел в Сегунду. По итогам сезона 2019/2020 годов «Уэска» завоевала первое место в Сегунде и в следующем сезоне вернулся в Премьеру .

## Достижения
«Уэска»
- Чемпион Сегунды: 2019/20